# Trigona spinipes
Trigona spinipes är en biart som först beskrevs av Fabricius 1793.  Trigona spinipes ingår i släktet Trigona, och familjen långtungebin. Inga underarter finns listade.

## Beskrivning
Ett tämligen litet, övervägande svart bi med en kroppslängd mellan 5 och 6,5 mm.

## Ekologi
Släktet Trigona tillhör de gaddlösa bina, ett tribus (Meliponini) av sociala bin som saknar fungerande gadd. De har dock kraftiga käkar, och kan bitas ordentligt; det förekommer att de biter huvudet av sina motståndare.

### Bokonstruktion

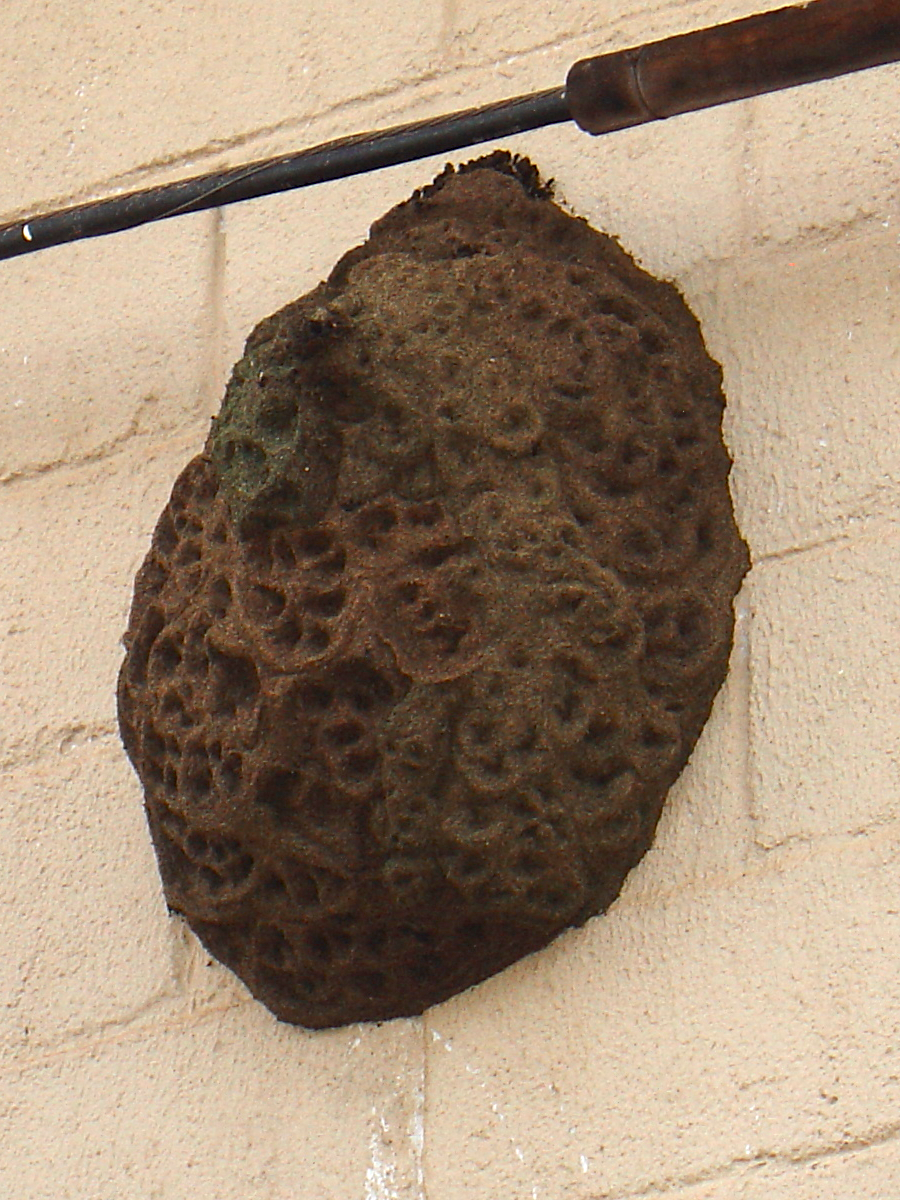
Ett några månader gammalt bo av Trigona spinipes.

Boet byggs öppet i trädklykor och på väggar, över en stomme av puppskal, biexkrementer och annat avfall. Ytterhöljet består av växtfibrer och kåda. Boet, som kan innehålla 1 000-tals individer, skyddas aggressivt av arbetarna.

### Födoinsamling
Trigona spinipes har förmåga att känna igen andra bins doftmarkeringar, och sedan använda den kunskapen genom att ta över nektarkällorna, som den försvarar våldsamt. Framför allt inriktar den sig på doftmarkeringar av Melipona rufiventris, ett annat gaddlöst bi, men det har även förekommit att afrikanska honungsbin (så kallade mördarbin) och fåglar som närmat sig blommorna har blivit attackerade.
Arten har påträffats på blommande växter från familjerna myrtenväxter (som körsbärsmyrten i eugeniamyrtensläktet), slideväxter som trampörter samt korgblommiga växter som släktet Tithonia.

## Utbredning
Trigona spinipes finns framför allt i Brasilien (med undantag för de nordvästra delarna), men har även påträffats i Guyana, Peru, Paraguay och Argentina.

## Ekonomisk betydelse
Arten är en viktig pollinatör, men på grund av fiberinsamlandet vid bobyggandet betraktas den ibland som ett skadedjur.